# Schloss Neukirchen (Erzgebirge)

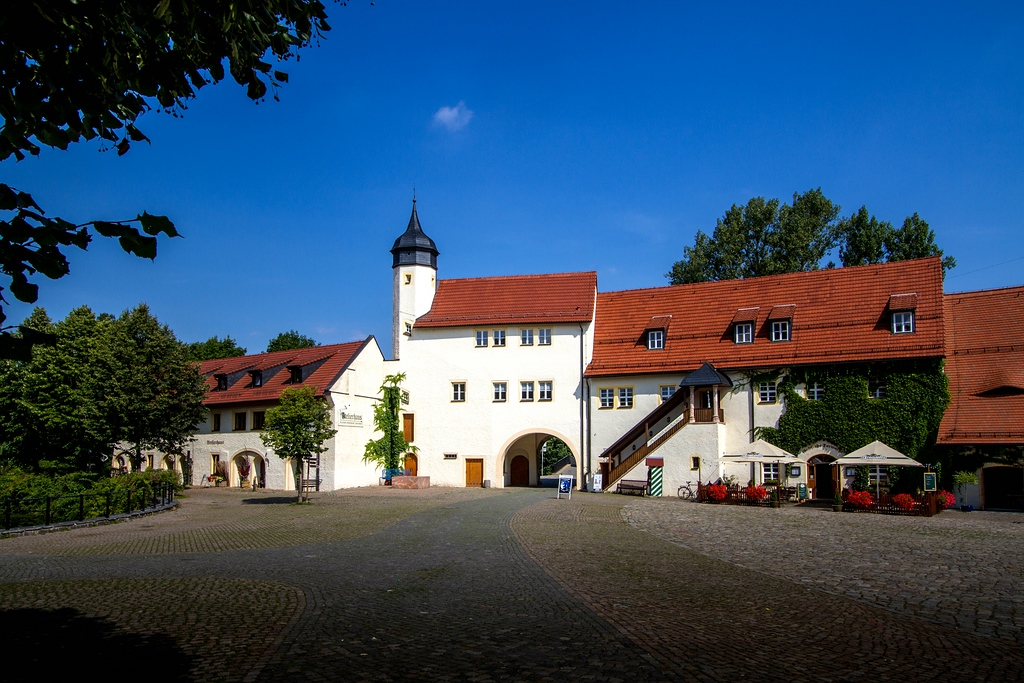
Schloss Neukirchen, erster Bau von ca. 1545 – heute Torhaus

Das Schloss Neukirchen ist der Gebäudekomplex des ursprünglich in Auftrag von Wolf Hünerkopf 1553 bis 1557 errichteten Rittergutes der heutigen Gemeinde Neukirchen/Erzgeb., der jetzt zum Ortsteil Klaffenbach der Stadt Chemnitz im Freistaat Sachsen gehört und in den letzten Jahren nur noch als Wasserschloss Klaffenbach bezeichnet wird. Das im Auftrag von Dietrich von Taube im Jahre 1616 errichtete neue Schlossteil ist ein für Sachsen nahezu einzigartiges Beispiel eines Wasserschlosses der Renaissance. Zum eigentlich vorrangig als Wirtschafts- und Verwaltungszentrum errichteten Komplex gehörten schon im 16. Jahrhundert ausgelagert eine Ziegelei, eine Schäferei, zwei Mühlen an der Würschnitz und im Rittergut eine Brauerei und eine Branntweinbrennerei.

## Geografische Lage
Der Schlosskomplex liegt südöstlich des Stadtzentrums an der Würschnitz und unweit der Bundesstraße 95.

## Geschichte
Bereits vor 1200 soll am Würschnitzfluss ein „Festes Haus“ mit dem Namen „Warta“ vorhanden gewesen sein; dieses Objekt soll mit dem Torhaus des Neukirchner Schlosses identisch sein.
Am 16. Juni 1543 kaufte der finanzstarke Annaberger Bürger und Münzmeister Wolf Hünerkopf vom sächsischen Hof aus dem Besitz des säkularisierten Chemnitzer Benediktinerklosters neben Burkhardtsdorf auch Neukirchen und Klaffenbach für die Summe von 6000 Gulden. 
Im ersten Lehnbrief, der Wolf Hünerkopf durch den neuen sächsischen Kurfürsten Moritz durch dessen Lehnhof in Dresden am 26. Mai 1548 ausgestellt wurde, ist davon die Rede, dass Hünerkopf mit einem „neugebauten Hof und Vorwerk“ in Neukirchen belehnt wird. Die Belehnung musste beim Wechsel des Kurfürsten oder des Rittergutes beim Lehnhof in Dresden erneuert werden.

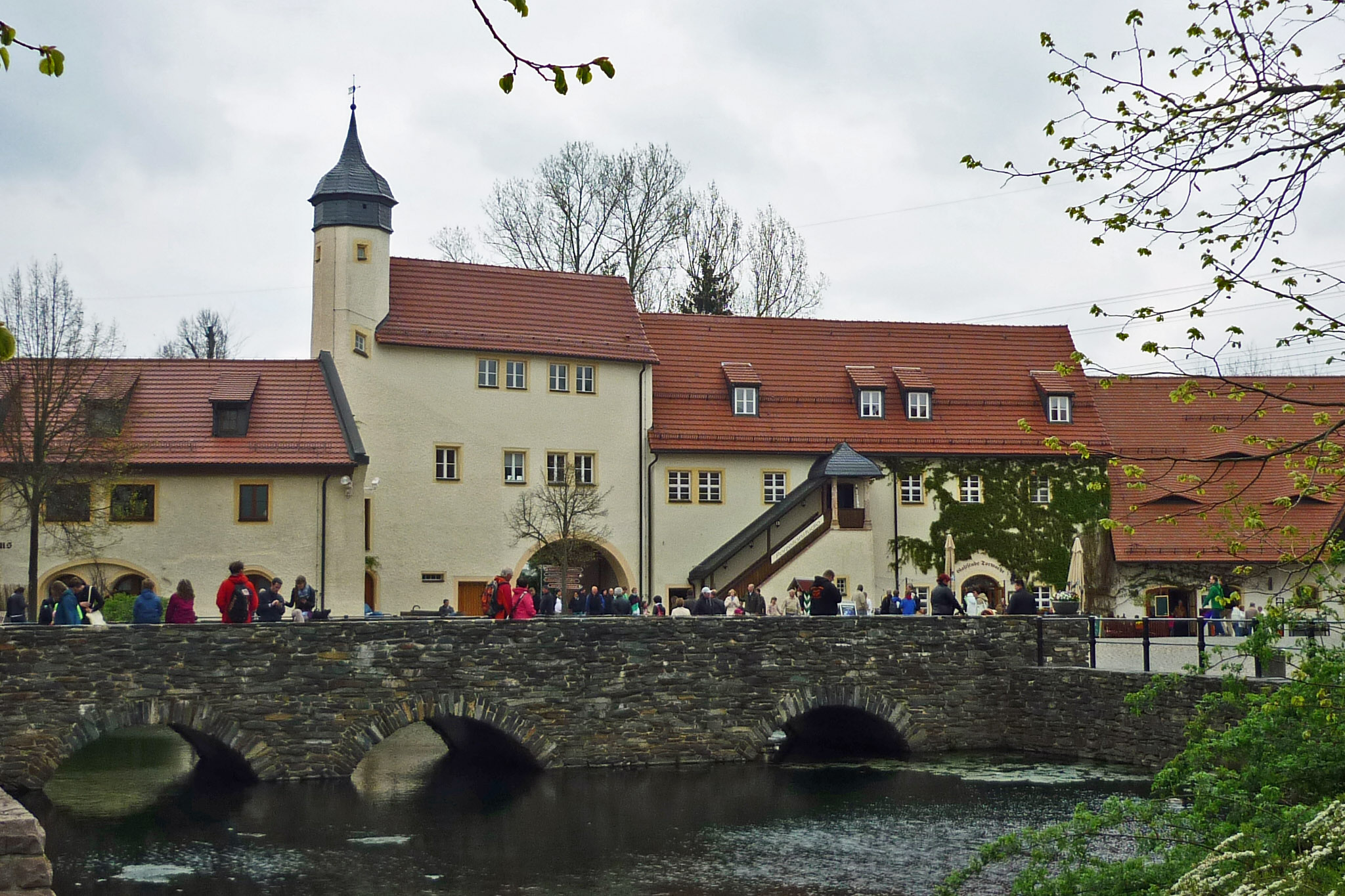
Hünerkopfs Haus – das heutige Torhaus und der älteste Teil des Schlosses

Aus der Zeit vor 1570 liegt die erste bildliche Darstellung des durch Hünerkopf errichteten Rittersitzes in Neukirchen auf einem Lageplan der Stallungen (Waldungen) um Neukirchen von Georg Öder d. J.vor. Er zeigt ein befestigtes, zweistöckiges Haus mit einem spitzen Türmchen auf dem Treppenturm. Es wird als Wolff Hünnerkopfs Haus bezeichnet. Eine zweite Darstellung mit der Bezeichnung Hunnerkops Haus stammt etwa aus dem Jahr 1570. Urkundlich belegt ist der von Hünerkopf beauftragte Bau eines Wirtschafts-, Verwaltungs- und Wohnkomplexes mit einem ersten Herrenhause, sicher das heutige Torhaus, mit einem Zimmer für den Kurfürsten. Hier nahm Wolf Hünerkopf seinen Alterssitz, wo er auch im Frühjahr 1566 starb.
Nach einer vorhandenen Urkunde verkauften die Brüder Hannß, Stephan und Sebald Hünerkopf nach der Ablehnung einer erneuten Belehnung das Rittergut im Jahre 1570 an den sächsischen Kurfürsten August für die Summe von rund 26.250 Gulden. Das Rittergut mit den Orten Burkhardtsdorf, Neukirchen und Klaffenbach wurde vorerst dem Amt Chemnitz zugeordnet.

Kurfürst Johann Georg I. überließ das Rittergut Dietrich von Taube, der damit vom Lehnhof Dresden am 17. November 1615 belehnt wurde und 1616 in der Mitte des auf dem Rittergutgelände befindlichen Teiches ein dreigeschossiges Herrenhaus, später das Schloss Neukirchen, das heute als Wasserschloss Klaffenbach bezeichnet wird, errichten ließ. Der Schlosskomplex von Neukirchen blieb bis 1820 im Besitz der in den Grafenstand erhobenen Familie von Taube und ging dann in bürgerliche Hände über. 
In den Jahren 1926 und 1934 erwarb die Gemeinde Klaffenbach nach einigen vorherigen Besitzerwechseln in zwei Etappen den Schloss- und Gutskomplex Neukirchen und sorgte als Eigentümer dafür, dass der historisch gewachsene Name immer mehr zurücktrat. Ab 1935 ließ die Gemeinde Klaffenbach das Schloss für den deutschen Reichsarbeitsdienst und ab 1947 als Jugendwerkhof für Mädchen, die aus damaliger Sicht schwer erziehbar waren, nutzen. In dieser Zeit verfielen Gebäude und Gelände. Zwischen 1991 und 1995 fand mit maßgeblicher Unterstützung von europäischen Fördermitteln eine umfangreiche Sanierung statt.